# بعثة صليب الجنوب

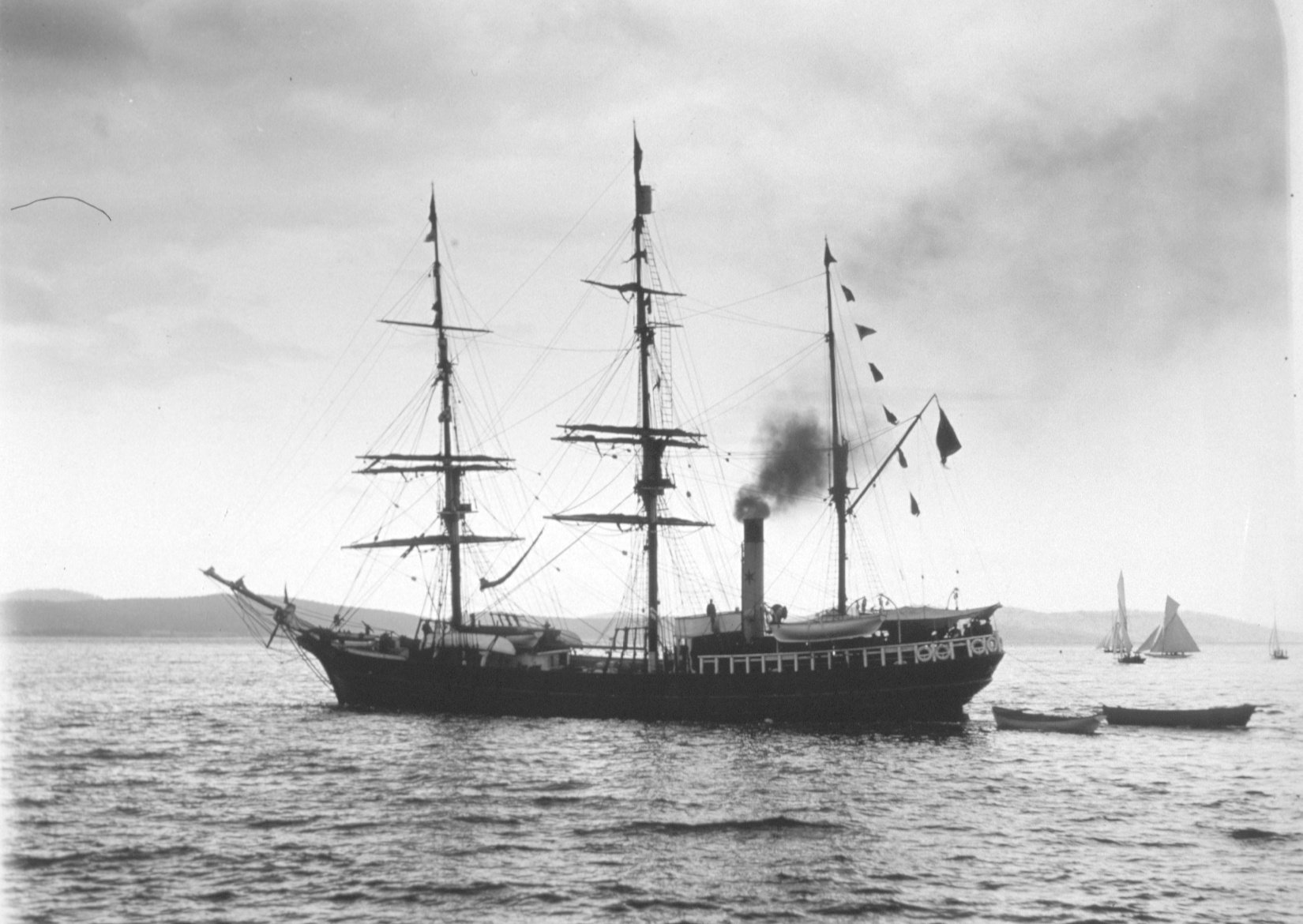

عُدَّت بعثة صليب الجنوب (بالإنجليزية: Southern Cross Expedition)، المعروفة باسم بعثة القطب الجنوبي البريطانية 1898-1900 (بالإنجليزية: British Antarctic Expedition, 1898–1900)، أول مشروع بريطاني في عصر البطولات لاستكشاف القطب الجنوبي، والبعثة الرائدة للرحلات الأكثر شهرة التي قام بها روبرت فالكون سكوت وإرنست شاكلتون. انطلاقًا من بنات أفكار المستكشف الأنجلو نرويجي كارستن بورشغرفنك، عُدَّت هذه البعثة الأولى في فصل الشتاء نحو البر الرئيسي للمنطقة القطبية الجنوبية، وهي أول زيارة إلى حاجز روس الجليدي- المعروف فيما بعد باسم جرف روس الجليدي- منذ رحلة السير جيمس كلارك روس الرائدة من 1839 حتى 1843، إلى جانب كونها أول بعثة تقوم بالهبوط على سطح الحاجز. استخدمت أيضًا الكلاب والزلاجات أثناء التجول في القطب الجنوبي.
قدَّم مؤسس صحيفة بريتيش ماغازين، السير جورج نيونس، التمويل الكامل للرحلة. وقد أبحر طاقم بورشغرفنك في صليب الجنوب، وأمضوا الشتاء هناك في عام 1899 في رأس كيب أدير، على الطرف الشمالي الغربي من ساحل بحر روس. عملوا على تنفيذ برنامج مُكثَّف من الملاحظات العلمية على الرغم من أن فرص الاستكشاف الداخلي كانت مقيدة ومحدودة تقريبًا بفعل التضاريس الجبلية والجليدية المحيطة بالقاعدة. في يناير من عام 1900، غادر الطاقم كيب أدير في صليب الجنوب لاستكشاف بحر روس، على الطريق الذي سلكه روس قبل 60 عامًا. ثم وصلوا إلى حاجز روس الجليدي، حيث قام فريق من ثلاثة أفراد برحلة التزحلق الأولى على سطح الحاجز، والتي تم خلالها إنشاء خط عرض قياسي جديد في أقصى الجنوب 78° 50.
لدى عودتهم إلى إنجلترا، استُقبِلَت البعثة بكل برود من قِبَل مؤسسة لندن الجغرافية المتمثلة في الجمعية الجغرافية الملكية، والتي أبدت استيائها من استباق الأدوار في رحلات القطب الجنوبي التي يخططون لها ضمن بعثة الاستكشاف البريطانية. طُرحت أيضًا بعض التساؤلات حول الصفات القيادية التي يتمتع بها بورشغرفنك، ووجَّهوا أيضًا بعض الانتقادات حول النطاق المحدود للنتائج العلمية التي توصلت إليها البعثة. وبالتالي، وعلى الرغم من الاستكشافات «الأولية» العديدة، لم يُمنح بورشغرفنك المركز البطولي الذي تقلده سكوت وشاكلتون في السابق، وسرعان ما تم نسيان بعثته الاستكشافية في الأبحاث والمعلومات التي أحاطت بمستكشفي عصر البطولات الآخرين. ومع ذلك، اعترف روال أموندسن، مستكشف القطب الجنوبي في عام 1911، بأن بعثة بورشغرفنك أزالت أكبر العقبات التي اعترضت استكشاف القطب الجنوبي إذ فتحت الطريق لجميع الحملات التي أعقبت ذلك.

## الخلفية التاريخية
وُلِدَ كارستن بورشغرفنك في أوسلو عام 1864 من والد نرويجي وأم إنجليزية كانا قد هاجرا إلى أستراليا عام 1888، حيث عمل الأب كمستكشف للأراضي الداخلية قبل قبوله وظيفة تدريس في مدرسة في نيوساوث ويلز. بسبب حُبِّه للمغامرة، في عام 1894، انضم إلى بعثة صيد الحيتان التجارية بقيادة هنريك جون بول، والتي اخترقت مياه القطب الجنوبي ووصلت إلى كيب أدير، البوابة الغربية إلى بحر روس. ثم هبطت البعثة التي ضمَّت بول وبورشغرفنك هناك لفترة وجيزة، وزعموا أنهن أول الرجال الذين يضعون أقدامهم على القارة القطبية الجنوبية على الرغم من أن البحار الأمريكي جون ديفيس يعتقد بأنه هبط على شبه الجزيرة القطبية الجنوبية في عام 1821. زار طاقم بول جُزر بوزيشن في بحر روس، تاركين رسالة في صندوق من القصدير كدليل على وصولهم هناك. بورشغرفنك كان مقتنعًا بأن موقع كيب أدير، مع مستعمرات طيور البطريق الضخمة التي توفر إمداد جاهزة من الطعام الطازج والدهون، يمكن أن يكون بمثابة قاعدة أساسية لبعثة مستقبلية أثناء الشتاء بهدف استكشاف المناطق الداخلية في القارة القطبية الجنوبية.
بعد عودته من كيب أدير، أمضى بورشغرفنك سنوات عدة لاحقة في أستراليا وإنجلترا، ساعيًا إلى الحصول على الدعم المالي للقيام برحلة إلى القطب الجنوبي. على الرغم من الخطاب الذي حظي باستقبال جيد أمام المؤتمر الجغرافي الدولي السادس عام 1895 في لندن، عندما أعرب بورشغرفنك عن استعداده لقيادة مثل هذا المشروع، إلا أنه لم ينجح في البداية. كانت الجمعية الجغرافية المَلَكية (آر جي إس) تعد خططها الخاصة لبعثة القطب الجنوبي الوطنية واسعة النطاق (والتي أصبحت في نهاية المطاف بعثة الاستكشاف 1901-2004) والتي كانت تبحث عن التمويل؛ اعتبر السير كليمنتس ماركهام من جمعية (آر جي إس) بورشغرفنك بأنه متطفل أجنبي وغير قابل للتمويل. أقنع بورشغرفنك مؤسِّس الصحيفة جورج نيونس (الذي كان منافسه التجاري ألفريد هارمسورث يدعم مشروع جمعية (آر جي إس)) بأن يمنحه التكلفة الكاملة لحملته، والتي تبلغ قيمتها حوالي 40 ألف جنيه إسترليني. أغضبت هذه الهدية كل من ماركهام وجمعية (آر جي إس)، منذ ان صرَّح نيونس قائلًا بأن تمويله كان كافيًا «لجعل البعثة الوطنية تقف على ساقيها مرة أخرى».
اشترط نيونس أن تبحر بعثة بورشغرفنك تحت العلم البريطاني وأن تحمل اسم«بعثة القطب الجنوبي البريطانية». وافق بورشغرفنك على هذه الشروط بكل سهولة، على الرغم من وجود بحارين اثنين بريطانيين فقط من أعضاء البعثة بالكامل. وقد سبَّب هذا كله المزيد من الغضب من جهة ماركهام إذ قام فيما بعد بتوبيخ هيو روبرت، أمين مكتب جمعية (آر جي إس)، لحضوره إطلاق بعثة صليب الجنوب. وقد هاجم روبرت بنجاح تلك الحملة، واصفًا إياها بأنها «عار على الطموح البشري» وذلك لأنه ثمَّة أجزاء من الأرض لم يحاول الإنسان الوصول إليها قطّ. وأعرب عن أمله أيضًا في أن يتم رفع هذا العار من خلال «المعاملة السخية التي أبداها السير جورج نيونس إلى جانب شجاعة السيد بورشغرفنك.